# Арутюнян, Рафаэль Владимирович
Рафаэ́ль Влади́мирович Арутюня́н (арм. Ռաֆայել Վլադիմիրի Հարությունյան, англ. Rafael Arutyunyan; род. 5 июля 1957, Тбилиси) — американский тренер по фигурному катанию.

## Биография
С семи лет занимался в секции фигурного катания в родном Тбилиси. Значительных успехов в любительском спорте не достиг, являлся кандидатом в мастера спорта СССР.
Позже переехал в Ереван, окончил Армянский государственный институт физической культуры. С 1976 по 1985 год работал тренером в Ереванской детско-юношеской школе фигурного катания. Затем, получив приглашение, приехал работать в Москву, так как тогда в Армении не было катка, соответствующего международным стандартам. Работал в ДС «Сокольники» вместе со своей женой Верой Анатольевной Арутюнян, которая также вела группу по фигурному катанию. У них двое детей: родившийся в середине 80-х сын, ставший пианистом, и дочь, выбравшая стезю художницы.
В 2000 году он переехал в США и стал тренировать в «Ice Castle International Training Center» города Лейк-Эрроухед (штат Калифорния). Затем, в августе 2013 года его, вместе с женой и Надеждой Канаевой, пригласили в «East West Ice Palace», что расположен в городе Артижа того же штата. А с 25 июня 2016 года он работает в «Lakewood ICE» в Лейквуде. В июле 2019 года получил американское гражданство.

## Известные ученики
В число его бывших учеников входят такие спортсмены, как Мишель Кван, Саша Коэн, Джеффри Баттл, Мао Асада, Май Асада, Александр Абт, Сергей Воронов, Иван Динев, Александр Шубин.
В 2011 году он начал сотрудничество с юным Нейтаном Ченом, а в 2012 — с другим американским фигуристом Адамом Риппоном. С 2013 по 2018 год тренировал Эшли Вагнер. В 2016 году в его группу перешли несколько известных фигуристов: Мэрайя Белл, француз Ромен Понсар и Михал Бржезина. А в 2018 — ещё две талантливые юные одиночницы: японка Марин Хонда и Лим Ынсу из Южной Кореи.
В 2018 году Нейтан Чен стал чемпионом мира, успешно выполнив шесть четверных прыжков в произвольной программе.
В 2019 году Нейтан Чен снова выиграл чемпионат мира, установив мировой рекорд в произвольной программе и по сумме двух программ при новой системе судейства.